# MZEE

Logo

MZEE.com (früher MZEE) ist ein deutsches Unternehmen, das in der Entwicklung und Etablierung der Hip-Hop-Kultur im europäischen und vor allem deutschsprachigen Raum tätig ist. MZEE betrieb bis Ende 2014 hauptsächlich einen Versandhandel für „urbane“ Mode und Musik. Seit 2015 besteht die Internetpräsenz aus einem redaktionellen Online-Magazin sowie einem Diskussionsforum.

## Geschichte
Entstanden durch das persönliche Engagement von Gründer Akim Walta (aka Zeb.Roc.Ski / Zebster), der Anfang der 1990er-Jahre unter dem Namen Mzee in München und Mainz Hip-Hop-Partys veranstaltete, begann 1992 mit der Veröffentlichung des Mzee Magazins (eigentlich ein Fanzine) der Aufbau. Ralf Kotthoff, ursprünglich als Grafiker zu dem Projekt gekommen, übernahm bald die Geschäfte des Versandhandels Mzee-Mailorder (zwischenzeitlich auch From Here To Fame Mailorder und Hip Hop Mailorder genannt), während Akim Walta ein unabhängiges Schallplattenlabel namens Mzee-Records aufbaute, das sich für viele Meilensteine der frühen deutschsprachigen Rap-Geschichte verantwortlich zeigt. Darunter befanden sich die ersten Veröffentlichungen von Advanced Chemistry, Stieber Twins, Cora E., Massive Töne, Ferris MC (als Teil von F.A.B.), MC Rene und die Sampler Alte Schule und Die Klasse von 95.
In den Anfangsjahren war das MZEE-Team vielfältig tätig: das Buch Graffiti Art Germany (Schwarzkopf & Schwarzkopf Verlag) und die Magazine On The Run und fünf Ausgaben des Mzee-Magazins wurden veröffentlicht, Partys und Konzerte veranstaltet, Tourneen organisiert, Radio- und Fernsehsendungen thematisch begleitet, Graffiti-Auftragsarbeiten vermittelt und vieles mehr.
Voraussetzung bei dieser Entwicklung und Aufbauarbeit war, dass die normalen Strukturen der Gesellschaft wie Medien oder Handel der Hip-Hop-Kultur verschlossen waren: Deutschsprachige Rap-Musik wurde von Major Labels nicht ernst genommen oder gar veröffentlicht, die Verlage und Sender und der Handel waren nicht interessiert an Hip-Hop-Inhalten oder -Produkten. Also hat MZEE diese Inhalte, Produkte und Strukturen zum großen Teil selbst geschaffen oder zumindest geholfen, sie zu erschaffen.
Zentraler Dreh- und Angelpunkt war bis 2014 der Versandhandel: MZEE kooperierte seit Ende 2005 mit EMP Mailorder. Diese Zusammenarbeit wurde mit Ablauf des Jahres 2014 beendet. Mitte Juli 2014 kündigte MZEE.com die Schließung der Seite an und zum 1. Januar 2015 verblieb zunächst allein das Diskussionsforum auf MZEE.com online. Mitte 2015 wurde angekündigt, dass MZEE.com künftig als Hip-Hop-Magazin (online) fungieren sollte. Das Magazin wurde im September 2015 gelauncht.

## Herkunft des Begriffes MZEE
MZEE leitet sich aus dem Autokennzeichen von München (also M) und Mainz (also MZ) und einer amerikanischen Sprechweise von MC in Quasi-Lautschrift ab. Akim Walta organisierte einen Hip-Hop-Jam unter dem Titel MZEE Frisch. Beide Veranstaltungen hatten das gleiche Line Up und wurden im November 1990 erst in München und eine Woche später in Mainz, dem damaligen Wohnort von Akim Walta, veranstaltet.
MZEE bedeutet auf Swahili so viel wie alter Mann und ist eine respektvolle Form der Ansprache. In der Bantusprache ist ein MZEE ein weiser Mann, der sein Wissen an jüngere weitergibt, was Akim Walta aber erst Jahre später bekannt wurde.

## MZEE als frühes Hip-Hop-Label
MZEE-Records war neben Blitz Vinyl und Rap Nation eines der ersten reinen Hip-Hop-Labels in Deutschland. Zuvor veröffentlichten Hip-Hop-Künstler auf Independent-Labels wie Buback. Weitere Labels, die sich vor allem auf deutschen Hip-Hop konzentrierten, folgten innerhalb weniger Jahre – unter anderem Yo Mama, 0711 Entertainment und 360° Records.

## MZEE.com als Internetplattform und Magazin
Seit den frühen 2000er-Jahren ist MZEE.com vor allem als Internetplattform bekannt und nannte sich selbst vorübergehend „größtes deutschsprachiges HipHop-Medium überhaupt“. Hauptsächlich bestand MZEE.com aus News, Diskussionsforen, einem Veranstaltungskalender und einem sehr umfangreichen Shop – letzterer wurden Ende 2014 geschlossen, wobei nur das Diskussionsforum bestehen blieb.
Seit September 2015 besteht MZEE.com zusätzlich aus einem redaktionellen Online-Magazin rund um deutschen Hip-Hop unter der Leitung von Florence "Lupa" Bader. Das ehrenamtliche Online-Magazin veröffentlicht unter anderem Interviewformate, Reportagen und Kommentare. Außerdem veranstaltet das Magazin seit 2016 Spendenaktionen, sowohl über die Social-Media-Plattformen des Magazins, als auch in Kooperation mit Festivals wie der Tapefabrik in Wiesbaden. Die Spendenaktionen haben insgesamt einen Betrag von 13.356,48 Euro für gemeinnützige Organisationen generiert (Stand: Februar 2023).

## Nominierungen und Auszeichnungen
Am 8. August 2018 wurde MZEE.com für den European Youth Culture Award (EYCA) in der Kategorie "Kunst und Medien" nominiert. Der Preis wurde am 7. September in der Berliner Landeszentrale für politische Bildung vergeben. Im Rahmen der Nominierung wurden leitende Redakteure sowie Gründer Ralf Kotthoff über ihr Selbstverständnis und aktuelle Entwicklungen im Hip-Hop befragt.
2021 wurde das Online-Magazin MZEE.com im Rahmen des Wettbewerbs "Aktiv für Demokratie und Toleranz" des Bündnisses für Demokratie und Toleranz – Gegen Extremismus und Gewalt (BfDT) ausgezeichnet. Das Magazin mache "Leser/-innen auf Themen aufmerksam, die sonst kaum oder wenig in den deutschsprachigen Hip-Hop-Medien präsent sind – beispielsweise rassistische Diskriminierung oder Depressionen. Dadurch konnte sich das Projekt gut in der Szene etablieren." Weiterführend sei festzustellen, dass, im Gegensatz zu vergleichbaren Hip-Hop-Magzinen, MZEE.com rein ehrenamtlich sowie "aus Liebe zur Sache und aus Leidenschaft" betrieben wird. Der Preis ist mit 2000 Euro dotiert.